# Topola
Pour les articles homonymes, voir Topola (homonymie).
Topola (en serbe cyrillique : Топола) est une ville et une municipalité de Serbie situées dans le district de Šumadija. Au recensement de 2011, la ville comptait 4 573 habitants et la municipalité dont elle est le centre 22 207.
Le nom de Topola signifie le « peuplier ». La ville est célèbre pour le Mausolée royal d'Oplenac, qui abrite les dépouilles de 22 membres de la dynastie Karađorđević qui a régné sur la principauté de Serbie, sur le royaume de Serbie et, enfin, sur le royaume de Yougoslavie aux XIXe et XXe siècles.

## Géographie
Topola est située au pied de la colline d'Oplenac, à 80 km au sud de Belgrade, à 42 km de Kragujevac, à 40 km de Gornji Milanovac et à 12 km d'Aranđelovac. La ville est entourée par les vallées de la Kamenica et de la Jasenica.

## Climat
Topola possède un climat continental modéré, avec une température moyenne de 11 °C.

## Histoire
C’est dans cette ville que Karageorges fut choisi comme chef du premier soulèvement serbe contre les Ottomans en 1804.

## Localités de la municipalité de Topola

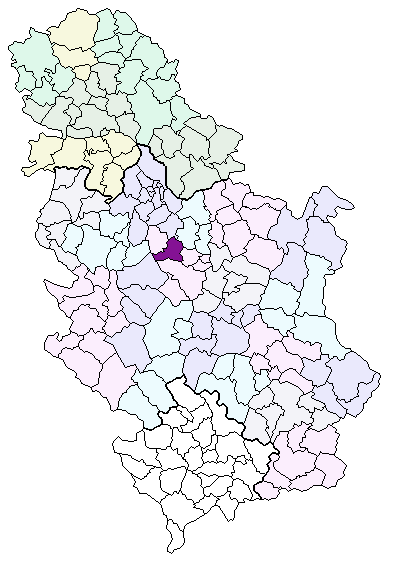
Localisation de la municipalité de Topola en Serbie

La municipalité de Topola compte 31 localités :
| - Belosavci - Blaznava - Božurnja - Vinča - Vojkovci - Gornja Trnava - Gornja Šatornja - Gorovič - Guriševci - Donja Trešnjevica - Donja Trnava | - Donja Šatornja - Žabare - Zagorica - Jarmenovci - Jelenac - Junkovac - Kloka - Krćevac - Lipovac - Manojlovci - Maskar | - Natalinci - Ovsište - Pavlovac - Plaskovac - Rajkovac - Svetlić - Topola - Topola (selo) - Šume |

Topola est officiellement classée parmi les « localités urbaines » (en serbe : градско насеље et gradsko naselje) ; toutes les autres localités sont considérées comme des « villages » (село/selo).

## Démographie

### Ville

#### Évolution historique de la population dans la ville
| 1948 | 1953  | 1961  | 1971  | 1981  | 1991  | 2002  | 2011  |
| ---- | ----- | ----- | ----- | ----- | ----- | ----- | ----- |
| 965  | 1 467 | 1 761 | 2 876 | 3 482 | 4 592 | 5 422 | 4 573 |

## Personnalités
- Igor Duljaj (né en 1979), joueur de football au FC Chakhtar Donetsk
- Ceda Pavlovic (1922-1999), peintre et tapissier d'art exposé au musée national de Kraljevo est natif de Topola[5]
- Lilya Pavlovic-Dear (née en 1947), peintre.